# معدن سنگ آهن جلال‌آباد
معدن سنگ آهن جلال‌آباد یکی از معادن تحت پوشش ایمیدرو است که در ۳۵ کیلومتری شمال غرب زرند واقع شده‌است.
میزان ذخیره معدن ۱۹۰ میلیون تن سنگ آهن هماتیتی و مگنتیتی است.